# Предање о Пави и Ахмету
Предање о Пави и Ахмету је прича о љубави Паве и њеног мужа Ахмет-паше. То је познато предање-легенда с подручја Вранешке долине, које припада територији општини Бијело Поље у Црној Гори, и које се више од три и по века чува од заборава.
По јунакињи легенде Пави настао је топоним Павино Поље. Недалеко од центра Павиног Поља, налазе се надгробне плоче Паве и Ахмета које представљају сведочанство о несвакидашњој љубави.
Предање о Пави и Ахмету је најпознатије предање-легенда с подручја Вранешке долине.

## Нематеријално културно наслеђе
Управа за заштиту културних добара је 2013. године започела израду елабората процене културних вредности нематеријалних добара и законом заштитила 19 нематеријалних културних добара Црне Горе међу којима је и Предање о Пави и Ахмету.
На иницијативу публицисте и новинара Веселина Коњeвића 2015. године, Управа за заштиту културних добара прогласила је предање о Пави и Ахмету нематеријалним културним добром Црне Горе.

## О легенди
Предање је прича о љубави лепотице православне вероисповести Паве и Ахмет-паше исламизираног мештанина, и о чијој љубави сведоче две надгробне плоче, једна поред друге, са крстом и полумесецом.

### Легенда
Легенда каже да се пре три и по века јединица кнеза Николе Миликића из Вранеша, Пава, удала за Ахмет-пашу Хасанбеговића који се после много година вратио у крај и заљубио у Паву. Пре чина склапања брака договорили су се да свако задржи своју религију. Сем тога и да мушка деца коју изроде буду исламске вероисповести, а женска правосалвне. У мираз Ахмет-паша је добио поље.
На првом порођају Пава је родила синове Мушу, Хасана и Даута. Синови су волели мајку и сваке недеље су је испред цркве чекали док не заврши обред. На другом порођају, Пава је умрла, рађајући кћерку Анђелију. Убрзо након тога умрла је и ћерка. Сахрањене су заједно као православке, а Ахмет-паша је у знак велике љубави Пави, поседе које му је донела у мираз, назвао Павино поље.
На самрти Ахмет је имао само једну жељу да буде сахрањен поред Паве. И данас тамо стоје две камене плоче, од којих је на једној у рељефу урезан крст, а на другој полумесец.

## Књига
Године 2010. Веселин Коњевић је објавио књигу "Вранешка легенда: предање о Пави: између историје и легенде". Коњевић је дошао до изворне верзије из 1901. године која је била на турском језику.

## Легенда као инспирација
Легенда о Пави и Ахмету је многим писцима и сликарима била инспирација за настанак дела где је свако на свој начин покушао да исприча и дочара причу о великој љубави.
Године 2012. Пошта Црне Горе је издала поштанску марку на којима је визуализовала ликове Паве и Ахмета.